# Az év labdarúgóedzője Németországban
Az Év edzője Németországban díjat 2002 óta osztják ki edzőnek vagy szakvezetőnek. A trófeát német sportújságírók, a Német Sportújságírók Egyesülete ítéli oda minden esztendőben, melyet minden évben a Kicker sportmagazin jelentet meg.
A legsikeresebb edző Felix Magath, aki összesen három alkalommal és három különböző csapattal lett az Év edzőjének megválasztva. Az első külföldi edző a holland Louis van Gaal.

## Az év edzője Németországban
| Év   | Edző              | Csapat                     |
| ---- | ----------------- | -------------------------- |
| 2002 | Klaus Toppmöller  | Bayer 04 Leverkusen        |
| 2003 | Felix Magath      | VfB Stuttgart              |
| 2004 | Thomas Schaaf     | SV Werder Bremen           |
| 2005 | Felix Magath      | FC Bayern München          |
| 2006 | Jürgen Klinsmann  | Németország                |
| 2007 | Armin Veh         | VfB Stuttgart              |
| 2008 | Ottmar Hitzfeld   | FC Bayern München          |
| 2009 | Felix Magath      | Wolfsburg                  |
| 2010 | Louis van Gaal    | FC Bayern München          |
| 2011 | Jürgen Klopp      | Borussia Dortmund          |
| 2012 | Jürgen Klopp      | Borussia Dortmund          |
| 2013 | Jupp Heynckes     | FC Bayern München          |
| 2014 | Joachim Löw       | Német labdarúgó-válogatott |
| 2015 | Dieter Hecking    | VfL Wolfsburg              |
| 2016 | Dirk Schuster     | SV Darmstadt 98            |
| 2017 | Julian Nagelsmann | TSG 1899 Hoffenheim        |
| 2018 | Jupp Heynckes     | Bayern München             |
| 2019 | Jürgen Klopp      | Liverpool                  |
| 2020 | Hans-Dieter Flick | Bayern München             |
| 2021 | Thomas Tuchel     | Chelsea                    |
| 2022 | Christian Streich | SC Freiburg                |
| 2023 | Urs Fischer       | Union Berlin               |
| 2024 | Xabi Alonso       | Bayer 04 Leverkusen        |

## Fordítás
Ez a szócikk részben vagy egészben  a   German_Football Manager of the Year című angol Wikipédia-szócikk fordításán alapul.  Az eredeti cikk szerkesztőit annak laptörténete sorolja fel. Ez a jelzés csupán a megfogalmazás eredetét és a szerzői jogokat jelzi, nem szolgál a cikkben szereplő információk forrásmegjelöléseként.